# Мартіна Мічелі
Мартіна Мічелі (італ. Martina Miceli, 22 жовтня 1973) — італійська ватерполістка.
Олімпійська чемпіонка 2004 року, учасниця 2008 року.
Чемпіонка світу з водних видів спорту 1998, 2001 років, призерка 2003 року.